# Ekrixinatosaurus novasi
Ekrixinatosaurus novasi  ("lagarto nacido de una explosión de Novas") es la única especie conocida del género extinto Ekrixinatosaurus de dinosaurio terópodo abelisáurido, que vivió a mediados del período Cretácico, hace aproximadamente 98 millones de años, en el Cenomaniense, en lo que hoy es Sudamérica.

## Descripción

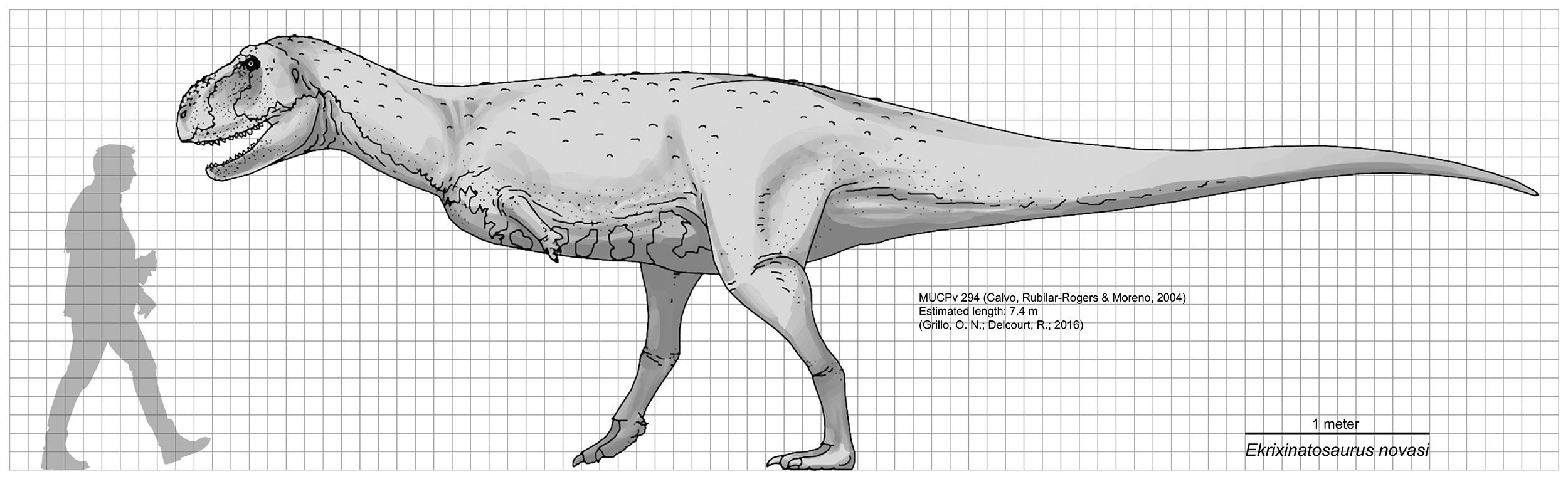
Tamaño de Ekrixinatosaurus comparado con el de un humano.

Los cálculos iniciales de su tamaño indicaron que llegó a medir entre 6 a 8 metros de largo con una cabeza de 830 milímetros. Otras estimaciones indicaron que probablemente es el mayor de los abelisáuridos, midiendo entre 10 a 11 metros de largo. No obstante, otros investigadores hicieron notar que este resultado se basaba solo en el tamaño absoluto del cráneo, ignorando que las comparaciones con los huesos de extremidades mostraban claramente que Carnotaurus era mayor, aunque este último tenía una cabeza proporcionalmente más pequeña. Más tarde, un estudio de 2016 de nuevo halló que era más pequeño, unos 7,40 metros,  menos que Carnotaurus de 7,80 metros.
Tiene los procesos alares caudales estándares entre los carnotaurinos y forma pélvica típica de estos. Su cabeza es relativamente más grande que en Carnotaurus, con un cociente extrapolado de 1,00 entre el cráneo y el fémur comparado a 0,58, pero no es particularmente único comparado a otros abelisáuridos. Se distingue por algunas  proporciones distintas y agujeros y depresiones en las vértebras. 
El cráneo de Ekrixinatosaurus posee una ventana entre el postorbital y el frontal, una protuberancia dirigida posteriormente en contacto del proceso parietal y paroccipital. Sus vértebras cervicales anteroposteriormente comprimidas, con las espinas vértebrales dorsales tan altas como epipofisis. Los centros cervicales medio posteriores con vientre plano y dos agujeros anchos en las vértebras cervicales medias y posteriores. Una pequeña depresión prespinal con una excavación neumática se conectó con el canal neural en vértebras cervicales medias y posteriores. Y una pequeña lámina del prespinal en las vértebras cervicales medias. La tibia poseía un ensanchamiento en la parte media.

### Cráneo
El cráneo de Ekrixinatosaurus era cuadrado y proporcionalmente más corto y más profundo que la mayoría de los otros dinosaurios carnívoros grandes. Las mandíbulas también se curvaron hacia arriba, un rasgo compartido con algunos otros abelisáuridos. El cráneo se estima en aproximadamente 83 centímetros de largo según las comparaciones con Carnotaurus y Majungasaurus y aunque Abelisaurus no tiene un maxilar completo, su tamaño preservado es similar al de Ekrixinatosaurus.  Al igual que en otros abelisáuridos, los huesos faciales, especialmente los huesos nasales, fueron esculpidos con numerosos agujeros pequeños y picos. En la vida, una piel arrugada y posiblemente queratinosa hubiera cubierto estos huesos. El maxilar era corto y contenía 16 alvéolos, algunos con dientes cortos que se aplanaban lateralmente con estrías anteriores y posteriores. El maxilar superior de Ekrixinatosaurus también exhibe una rama ascendente dorsalmente proyectada y una rama rostral corta, lo que sugiere un cráneo relativamente alto.

## Descubrimiento e investigación
Los restos se encontraron en la Formación Candeleros del Grupo Río Limay, en al noroeste de la Provincia del Neuquén, Patagonia Argentina. El holotipo MUCPv-294 un bien preservado esqueleto desarticulado que incluía el maxilar izquierdo y partes del derecho, la base del cráneo, ambos dentarios, dientes, vértebras cervicales, dorsales, sacras y caudales, arcos hemales, costillas, ilion, un pubis y la parte proximal del isquion, fémur izquierdo y extremo distal del derecho, tibia izquierda, astrágalo y calcáneo izquierdo, un extremo proximal del peroné izquierdo y de la tibia derecha, metatarsos, falanges y un ungular pedal.
La especie tipo , Ekrixinatosaurus novasi, fue descrita por primera vez en 2004 por el paleontólogo argentino Jorge Calvo y los paleontólogos chilenos David Rubilar-Rogers y Karen Moreno. Los fósiles se encontraron dispersos en un área de 15 m² en la Formación Candeleros , una formación geológica que aflora en las provincias argentinas de Río Negro , Neuquén y Mendoza . Esta formación data de 100-97 millones de años atrás, y consiste en lechos rojos donde se han descubierto otros animales vertebrados famosos, como Giganotosaurus , Rebbachisaurus y Andesaurus. El descubrimiento ocurrió debido a las excavaciones para construir un gasoducto conducido por la Compañía Gasoducto del Pacífico en Bajo del Añelo.
Antes del descubrimiento de Ekrixinatosaurus , Carnotaurus sastrei y Aucasaurus garridoi fueron los especímenes más completos de la familia Abelisauridae . Los restos de Ekrixinatosaurus ayudaron a completar más información sobre la anatomía de los abelisáuridos, ya que contenía partes del esqueleto que anteriormente no se conocían, no estaban publicadas o estaban mal conservadas en otros especímenes. El esqueleto holotipo MUCPv-294 estaba bien conservado pero desarticulado.

### Etimología
Los fósiles de este dinosaurio se encontraron luego de una explosión realizada en una operación minera, de allí viene su nombre. El nombre genérico proviene de la combinación de la palabra en griego Εκρηξι, Ekrixi que significa "explosión" con el término en latín nato por nacimiento y la terminación griega usual saurus que se traduce como lagarto. La especie tipo, E. novasi descrita por los paleontólogos Jorge Calvo de Argentina y David Rubilar-Rogers y Karen Moreno de Chile en 2004, fue nombrada en reconocimiento a Fernando Novas.

## Clasificación
Un análisis cladístico preliminar coloca a Ekrixinatosaurus, descubierto en 1999,  junto con Majungatholus y Carnotaurini  y  hermano de  grupo con Ilokelesia. La presencia de este espécimen en sedimentos que oscilan entre el Albiense y el Cenomaniano apoya la teoría de una divergencia temprana, previa al Senoniano de los abelisáuridos, y la hipótesis de la presencia de Abelisauridae en África continental. La actual distribución de Abelisauridae indica una especiación alopátrica de este clado basado en una distribución pre-Cenomaniana Pan-Gondwánica o una dispersión a través de los puentes terrestres. En ambos casos, la ausencia de Abelisauridae en África continental se puede considerar un hueco del registro fósil.
|  | Carnotaurus |
|  |             |
|  | Aucasaurus  |
|  |             |

|  | Ilokelesia                                                          |
|  |                                                                     |
|  | \| \| Skorpiovenator \| \| \| \| \| \| Ekrixinatosaurus \| \| \| \| |
|  |                                                                     |
|  | Skorpiovenator                                                      |
|  |                                                                     |
|  | Ekrixinatosaurus                                                    |
|  |                                                                     |

|  | Skorpiovenator   |
|  |                  |
|  | Ekrixinatosaurus |
|  |                  |

|  | Carnotaurus |
|  |             |
|  | Aucasaurus  |
|  |             |

|  | Ilokelesia                                                          |
|  |                                                                     |
|  | \| \| Skorpiovenator \| \| \| \| \| \| Ekrixinatosaurus \| \| \| \| |
|  |                                                                     |
|  | Skorpiovenator                                                      |
|  |                                                                     |
|  | Ekrixinatosaurus                                                    |
|  |                                                                     |

|  | Skorpiovenator   |
|  |                  |
|  | Ekrixinatosaurus |
|  |                  |

|  | Carnotaurus |
|  |             |
|  | Aucasaurus  |
|  |             |

|  | Ilokelesia                                                          |
|  |                                                                     |
|  | \| \| Skorpiovenator \| \| \| \| \| \| Ekrixinatosaurus \| \| \| \| |
|  |                                                                     |
|  | Skorpiovenator                                                      |
|  |                                                                     |
|  | Ekrixinatosaurus                                                    |
|  |                                                                     |

|  | Skorpiovenator   |
|  |                  |
|  | Ekrixinatosaurus |
|  |                  |

|  | Carnotaurus |
|  |             |
|  | Aucasaurus  |
|  |             |

|  | Ilokelesia                                                          |
|  |                                                                     |
|  | \| \| Skorpiovenator \| \| \| \| \| \| Ekrixinatosaurus \| \| \| \| |
|  |                                                                     |
|  | Skorpiovenator                                                      |
|  |                                                                     |
|  | Ekrixinatosaurus                                                    |
|  |                                                                     |

|  | Skorpiovenator   |
|  |                  |
|  | Ekrixinatosaurus |
|  |                  |

## Paleoecología
Ekrixinatosaurus se encontró en los lechos rojos de la formación Candeleros, que ha dado lugar a una amplia variedad de vertebrados. Compartió su entorno con el titanosauriano saurópodo Andesaurus y los rebaquisáurido saurópodos Limaysaurus y Nopcsaspondylus. Según se informa, también se han encontrado restos ornitisquios iguanodontidos. El carcarodontosáurido Giganotosaurus fue posiblemente el depredadorapice. Los depredadores más pequeños también habitaban el área, incluido el dromeosáurido Buitreraptor, el alvarezsáurido Alnashetri y el celurosaurio basal Bicentenaria. Otros reptiles primitivos vivían en el área, como la serpiente primitiva Najash, el cocodrilo Araripesuchus, junto con tortugas, peces, ranas pipidas y mamíferos. Los pterosaurios también vivían en el área, como lo demuestran las huellas de pterosaurios. También se ha encontrado una amplia variedad de vías de dinosaurios en la Formación Candeleros , lo que sugiere una actividad significativa en el área.
Estudios recientes sobre los terópodos de Gondwana han interpretado a los abelisauroides como dinosaurios modestos y de tamaño mediano que vivieron junto con los carcarodontosáuridos gigantes durante el Cretácico tardío temprano y temprano . Se ha planteado la hipótesis de que solo después de la extinción de estos carcarodontosáuridos los abelisauroides pudieron diversificarse en formas más robustas que ocuparon el nicho de los principales depredadores de sus ecosistemas. Sin embargo, se ha observado que tanto Giganotosaurus como Ekrixinatosaurus se encontraban entre los más grandes de sus respectivos clados, pero existían al mismo tiempo, lo que refuta esta hipótesis. Ambos de estos animales ocuparon el papel de los carnívoros más grandes, sin embargo, no se sabe si jugaron diferentes roles ecológicos, como la depredación activa contra carroñeo. Además, la distribución conocida de abelisáuridos en Sudamérica, Madagascar e India trae la hipótesis de una ruta de dispersión entre estas áreas por un puente terrestre llamado la meseta Kerguelen que se formó antes de la separación de África y América del Sur.